# Ceramica Flaminia/2007
Deze pagina geeft een overzicht van de Ceramica Flaminia-wielerploeg in 2007.
| Naam                       | Geboortedatum     | Nationaliteit | Ploeg 2006                   |
| -------------------------- | ----------------- | ------------- | ---------------------------- |
| Adriano Angeloni           | 31 januari 1983   | Italië        |                              |
| Andrus Aug                 | 22 mei 1972       | Estland       | Acqua & Sapone - Adria Mobil |
| Stefano Boggia             | 25 september 1980 | Italië        |                              |
| Antonio D'Aniello          | 10 november 1979  | Italië        | Miche                        |
| Volodymyr Doema            | 2 maart 1972      | Oekraïne      | Universal Caffe              |
| Cristian Gasperoni         | 15 oktober 1970   | Italië        | Naturino-Sapore Di Mare      |
| Gianluca Geremia           | 26 april 1981     | Italië        |                              |
| Raffaele Illiano           | 11 februari 1977  | Italië        | Colombia - Selle Italia      |
| Mychajlo Chalilov          | 3 juli 1975       | Oekraïne      | Team LPR                     |
| Hubert Krys                | 17 december 1983  | Polen         |                              |
| Tomasz Marczyński          | 6 maart 1984      | Polen         |                              |
| Domenico Quagliarella      | 3 december 1979   | Italië        |                              |
| Manuele Spadi              | 19 oktober 1981   | Italië        |                              |
| Maurizio Varini            | 30 augustus 1978  | Italië        |                              |
| Adam Wadecki (vanaf 18.05) | 23-12-1977        | Polen         | CCC Polsat                   |

2006 · 2007 · 2008 · 2009 · 2010